# Jan Żardecki
Jan Żardecki (ur. 19 września 1922 w Stanisławowie, zm. 23 czerwca 2018 tamże) – polski aktor filmowy i teatralny.

## Kariera zawodowa
Debiutował 11 sierpnia 1947 w Teatrze Śląskim w Katowicach.
- Teatr Śląski w Katowicach 1947–1949
- Teatr Narodowy w Warszawie 1949–1966
- Teatr Klasyczny w Warszawie 1966–1972
- Teatr Ateneum w Warszawie 1972–1991
- Po przejściu na emeryturę występował gościnnie w Teatrze Ateneum w Warszawie do 2005 r.

Od około 1965 związany z aktorką Joanną Jedlewską. Został pochowany na cmentarzu parafialnym w Stanisławowie.

## Filmografia
- 1987 – Cyrk odjeżdża
- 1981 – Najdłuższa wojna nowoczesnej Europy, odc. 4 Bazar czy rewolucja
- 1978 – Życie na gorąco, odc. 5 Monachium w jako Rolf Emke vel Rolf Gruber
- 1976 – Niedzielne dzieci jako lekarz zakładowy
- 1970 – Spacer jako Drawski
- 1970 – Doktor Ewa, odc. 3 Prawo do życia jako ortopeda
- 1969 – Zbrodniarz, który ukradł zbrodnię
- 1954 – Niedaleko Warszawy jako Józef Wieniarz, wytapiacz – przodownik